# Lesura, Vrața
Lesura (în bulgară Лесура) este un sat în comuna Krivodol, regiunea Vrața,  Bulgaria. 

## Demografie
Componența etnică a satului Lesura
     Bulgari (77,8%)
     Romi (21,09%)
     Nicio identificare (1,09%)
     Altele (0%)
La recensământul din 2011, populația satului Lesura era de 820 locuitori. Din punct de vedere etnic, majoritatea locuitorilor (77,8%) erau bulgari, cu o minoritate de romi (21,09%). Pentru 1,09% din locuitori nu este cunoscută apartenența etnică.